# 880 Fifth Avenue
880 Fifth Avenue es un edificio de apartamentos de lujo en la Quinta Avenida en la esquina noreste de la calle 69 en la ciudad de Nueva York (Estados Unidos). El edificio de estilo art déco tiene 21 pisos y cuenta con 162 unidades residenciales. 880 Fifth Avenue es también uno de los pocos edificios de la Quinta Avenida que tiene un garaje.

## Historia
Fue el último edificio del arquitecto Emery Roth. Los desarrolladores fueron Harold Uris y Percy Uris. Construido en 1948, el diseño se encargó durante la guerra, ya que los hermanos Uris anticiparon el final de la guerra y el levantamiento de las restricciones de guerra sobre construcciones no relacionadas con esta. *80 está "estilísticamente relacionado" con el 875 Fifth Avenue de Roth, al otro lado de la calle 69, su edificio The Normandy en 140 Riverside Drive, todo en el estilo art moderne. 880 se construyó en el sitio de la casa de Edward H. Harriman, diseñada por los hermanos Herter en 1881, y la casa de Adolph E. Lewisohn, diseñada por CW Clinton en 1882.
La fachada de piedra caliza es levemente art déco con toques clásicos. Está coronado por un par de torres modestas, pero en general el edificio es digno, en lugar de emocionante, diseñado para vender con ganancias a una clientela de lujo y para encajar entre los edificios clásicos, incluido el Museo Frick adyacente.